# Wildcat (Ted Grant)
Theodore "Ted" Grant (Wildcat, a veces traducido como Lince o Gato Montés) es un personaje ficticio, un superhéroe de DC Comics, conocido como el Wildcat original y miembro desde hace mucho tiempo de la Sociedad de la Justicia de América (SJA). Un boxeador de peso pesado de clase mundial, Grant se enredó sin darse cuenta en el inframundo criminal y desarrolló una identidad disfrazada para limpiar su nombre.
Las representaciones modernas de Wildcat lo muestran como un tipo rudo y alborotador con una racha de chovinismo masculino, lo que lleva a frecuentes enfrentamientos con la relativamente progresista Power Girl, además de explorar algunas de las inseguridades del personaje. Mientras tanto, un hechizo mágico de "nueve vidas" ha explicado su vitalidad a una edad avanzada. Como muchos miembros mayores de SJA, ha sido mentor de héroes más jóvenes, en particular del segundo Canario Negro.
Ted Grant apareció brevemente en un episodio de Smallville, interpretado por Roger Hasket. El Wildcat de Grant también fue un personaje recurrente en la tercera temporada de Arrow, interpretado por J.R. Ramirez. Era un justiciero retirado que estaba entrenando a Laurel Lance para convertirse en uno. Wildcat también apareció en la primera temporada de Stargirl, interpretado por Brian Stapf.

## Historial de publicaciones
La versión Ted Grant de Wildcat apareció por primera vez en Sensation Comics # 1 y fue creada por el escritor Bill Finger y diseñada por el ilustrador Irwin Hasen. Continuó en Sensation Comics hasta el número 90 (junio de 1949).

## Biografía ficticia
Theodore "Ted" Grant es un humano normal al que mágicamente le dieron nueve vidas. Permanece en la cima de la condición humana debido a sus extensos entrenamientos. Es un boxeador de clase mundial que entrenó a Batman, Canario Negro e incluso a Superman en el arte. Fue entrenado para pelear por el ex-boxeador Joe Morgan; el mismo hombre que entrenó a los compañeros misteriosos de Grant, el Átomo y el Guardián.

### Tierra-Dos
Ted Grant se puso por primera vez el disfraz de Wildcat en Sensation Comics # 1 (enero de 1942), el mismo número en el que se estrenó Mister Terrific.
El origen de Wildcat está narrado en Sensation Comics # 1, así como en Secret Origins # 3 (1973) y All-Star Squadron Annual # 1 (1982). Henry Grant juró en la cuna de su hijo que el niño no crecería temiendo la vida, por lo que animó a su hijo a participar en deportes. Huérfano durante la Gran Depresión, Ted Grant se encontró desempleado en la gran ciudad. Una noche, salvó a "Socker" Smith, el campeón de boxeo de peso pesado, de un atraco. "Socker" tomó a Ted bajo su protección, y pronto Ted se convirtió en un campeón de boxeo de peso pesado por derecho propio. También se enredó sin saberlo en los siniestros planes de su gerente. Su mentor "Socker" Smith fue asesinado por los gerentes de Grant, Flint y Skinner, quienes usaron una jeringa, cargada con veneno, en un guante de boxeo. La dosis solo tenía la intención de ralentizar a Smith, pero el dúo calculó mal la potencia. Cuando Grant fue arrestado por el crimen, Flint y Skinner, temerosos de que él supiera lo que realmente había sucedido, organizaron la muerte del joven luchador. Grant escapó del intento y sobrevivió, pero los policías que lo acompañaban murieron. Como resultado, se convirtió en un fugitivo. Más tarde, se encontró con un niño al que le habían robado su cómic Green Lantern. El niño, que describe al hombre misterioso Green Lantern, inspiró a Grant a crear el disfraz de un gran gato negro. Tomó el nombre de Wildcat y juró limpiar su nombre. Llevó a Flint y Skinner ante la justicia; los criminales se vieron obligados a confesar, limpiar el nombre de Grant y obtener justicia para Smith. Usando la identidad de Wildcat, Grant continuó luchando contra el crimen.
En el número 4, Wildcat tenía una motocicleta personalizada, Cat-o-Cycle y un compañero de comedia llamado Stretch Skinner.
En las páginas de All Star Comics, Wildcat tuvo algunas aventuras como miembro de la Sociedad de la Justicia de América (JSA). En la década de 1980, cuando se publicó el All-Star Squadron, creó una continuidad retroactiva en la que la mayoría de los hombres misteriosos de la Segunda Guerra Mundial interactuaban entre sí. Wildcat también tenía un lugar como miembro de ese conglomerado de héroes. La temporada de 1970 de All Star Comics (1976-1979) tuvo a Wildcat desempeñando un papel central como miembro de JSA. En el arco de la historia, en el que Green Lantern se enloqueció y el comisionado Bruce Wayne emitió órdenes de arresto para la JSA, fue la capacidad de Wildcat de mirar al miedo a la cara lo que le permitió derrotar al verdadero cerebro del desastre: el segundo Psico-Pirata. Pero en 1985, durante la Crisis on Infinite Earths, las piernas de Ted fueron destrozadas por un Tornado Rojo fuera de control y le dijeron que nunca volvería a caminar. Pronto descubrió que su ahijada se había convertido recientemente en el segundo Wildcat.

### Tierra-Uno
Una versión Tierra-Uno de Ted Grant existía en pre-Crisis y se asoció con Batman, él mismo un campeón mundial retirado de peso pesado como su contraparte Tierra-Dos, en varias ocasiones. Este Grant tuvo una carrera relativamente menor, y sus primeros años, como su origen, no se relataron.
Esta versión de Ted Grant dejó de existir después de los eventos de la Crisis en Tierras Infinitas y la versión Tierra-Dos se convirtió en la versión dominante en el nuevo universo unificado.

### Post-Crisis
Después de la crisis, las lesiones que Ted había sufrido se degradaron de paraplejía a lesiones menos graves de las que se recuperó rápidamente. También era un ex campeón mundial de peso pesado. Además, a Ted se le atribuye ser un experto en combate, aunque prefiere intercambiar golpes como parte de su estilo de pelea. Incluso en sus años avanzados, en varias ocasiones Ted ha noqueado a luchadores experimentados con un solo golpe.
Más tarde, Ted estuvo presente cuando la JSA se exilió voluntariamente al Limbo para evitar el evento de la mitología nórdica conocido como Ragnarök como parte de un ciclo de tiempo. Permaneció allí durante varios años hasta que fue liberado con el resto de la JSA en Armageddon: Inferno. Estuvo presente durante la desastrosa pelea de la Sociedad de la Justicia con Extant durante Hora Cero y fue víctima de los poderes de manipulación del tiempo de Extant, que devolvieron a Wildcat a su edad adecuada, la de un anciano y enfermo. Sin embargo, después de que el universo se reiniciara al final de Hora Cero, Wildcat, junto con el Flash de la Edad de Oro Jay Garrick, el Linterna Verde de la Edad de Oro Alan Scott y el Hourman de la Edad de Oro Rex Tyler, perdieron la edad y recuperaron la salud.
A raíz de Hora Cero, Wildcat se retiró de la lucha activa contra el crimen y nuevamente se convirtió en entrenador a tiempo completo en su papel de boxeador profesional. En privado, continuó entrenando a superhéroes más jóvenes en las artes marciales. Además, se revelaron nuevos detalles sobre el pasado de Wildcat, uno de los cuales es la existencia de dos hijos. Su hijo mayor Jake fue secuestrado por Yellow Wasp y luego asesinado por Killer Wasp. Su hijo menor, Tom, fue criado exclusivamente por la madre del niño sin el conocimiento de Ted.
Ted también tuvo tórridos romances con Selina Kyle así como un romance con una Reina Hippolyta desplazada en el tiempo.
Dos veces durante su retiro posterior a la Hora Cero, Ted resultó gravemente herido defendiendo vidas inocentes. Recibió la primera lesión defendiendo a los clientes del bar Warriors, dirigido por el ex-Green Lantern Guy Gardner. Más tarde, resultó herido en una operación de rescate durante una nevada en todo el planeta. En ambas ocasiones, fue tratado en el lugar en Warriors y se recuperó milagrosamente de sus heridas.
Más tarde se reveló que Ted posee "nueve vidas", el resultado de que el mago Zatara alterara una maldición colocada sobre él por un hechicero llamado King Inferno después de que Ted se negara a lanzar una pelea de box para el mago. A Ted le dieron nueve vidas en lugar de convertirse en un gato como quería King Inferno. Desde entonces, Ted ha perdido sus nueve vidas como resultado de una variedad de muertes, muchas de las cuales ocurrieron fuera del panel. En JSA # 34, Mordru le dijo a Ted que tenía nueve vidas por cada "ciclo", aunque Mordru no definió la duración de un ciclo. Esto significaba que Ted de alguna manera había recuperado sus vidas gastadas. En JSA # 36, esto se confirmó. Ted ganó nueve vidas en un momento dado, lo que significa que tuvo que ser asesinado nueve veces en rápida sucesión para ser asesinado de forma permanente.

### Universo DC
En la secuela de "Watchmen" "Doomsday Clock", Wildcat se encuentra entre los superhéroes que regresan después de que el Doctor Manhattan fuera inspirado por Superman para deshacer el experimento en la línea de tiempo que borró a la Sociedad de la Justicia y la Legión de Super-Héroes. Fue visto con Yolanda Montez en su atuendo Wildcat.
En las páginas de "Dark Nights: Death Metal", Wildcat estaba con Alan Scott, Jay Garrick y Doctor Fate donde custodiaban el cementerio de Valhalla.

## Poderes y habilidades
Ted Grant es un luchador experto en combate y un boxeador campeón mundial en la cima de su condición física. También es muy hábil en otras artes marciales, como capoeira, hapkido, kickboxing, krav maga, muay thai, y taekwondo. Le dieron "nueve vidas" como resultado de un hechizo mágico, lo que explica su longevidad; Estas nueve vidas no solo lo han mantenido joven, sino que también lo han devuelto a la vida si lo matan explícitamente. También es sorprendentemente fuerte y extraordinariamente ágil.
Cuando Ultra-Humanidad pudo controlar mentalmente a todos los héroes y villanos de la Tierra, no pudo controlar a Wildcat. La resistencia de Wildcat nunca fue explicada, excepto por Ultra-Humanidad citando a Mark Twain quien dijo que un gato nunca puede ser "esclavo del látigo". Si esta fue otra habilidad felina que Wildcat obtuvo del hechizo mágico, o hay otra razón, nunca se explicó ni se volvió a mencionar.

## Enemigos
Wildcat tuvo su propia galería de villanos durante su carrera:
- Buzzard Bernay - Un gerente de boxeo corrupto.[19]
- Hombre de las Cavernas - John Grimm es un villano de temática cavernícola.[20]
- Flint y Skinner - Los gerentes de Ted Grant que orquestaron la muerte de "Socker" Smith.[6]
- Giles y Hogg - dos ladrones de joyas que se hicieron pasar por detectives privados. Sus actividades llevaron a Wildcat a conocer por primera vez a "Stretch" Skinner cuando los ladrones de joyas intentaron estafarlo.[7]
- Jinete sin Cabeza: Van Brunt es un criminal que se hace pasar por el Jinete sin cabeza.[21]
- Cazadora - una villana que es la maestra de las trampas y el rastreo.[22]
- Laughing Pirate - un villano de temática pirata.[23]
- Porker - Un señor del crimen.[24]
- Purple Mask Gang - [25]
- Segunda Oportunidad - Steve Styles es un criminal que adoptó el nombre de Segunda Oportunidad después de ser salvado por Wildcat. Muere cuando una bala destinada a Wildcat le rebota.[26]
- Yellow Wasp - un criminal con temática de avispa que empuña un aguijón, monta el Waspmobile y utiliza productos químicos para controlar las avispas. Se embarcó en una ola de crímenes y secuestró a "Stretch" Skinner antes de ser derrotado por Wildcat.[27] Yellow Wasp luego escapa de la prisión, mata al usurpador de su banda y lidera a su banda en una redada en Fetterman Arms Works. Él y su banda son derrotados por Wildcat y "Stretch" Skinner y Yellow Wasp regresan a prisión.[28] Yellow Wasp luego escapó de la prisión y se le ocurrió una ola de crímenes que giraba en torno a él con un gran enjambre de avispas cubriendo el cielo. Durante una pelea en el metro, Wildcat y "Stetch" Skinner derrotaron a Yellow Wasp y sus hombres y los devolvieron a prisión.[29] Más tarde muere en algún momento y se revela que es el padre de Killer Wasp.[30]

## Otras versiones

### DC: la nueva frontera
Cameos de Wildcat como el campeón mundial de peso pesado, defendiendo su título contra Cassius Clay.

### Kingdom Come
En Kingdom Come, Alex Ross (y el escritor Mark Waid) interpretaron a Wildcat como una pantera humanoide con el alma de Ted Grant. Se le ve trabajando con el grupo de Batman y con los otros hijos de la Liga de la Justicia. No está claro si muere o no cuando la ONU desata un ataque nuclear contra los metahumanos al final del cómic.

### The Sandman / Prez
Wildcat es retratado como el boxeador (no el superhéroe) Ted Grant en el mundo de Prez Rickard en Sandman: El fin de los mundos. Una mujer obsesionada con Wildcat dispara a Prez y su novia, matándola e hiriéndolo. Prez hace que Wildcat pase varias horas con él mientras está en el hospital. Se dice que no hay rencor entre ellos; Prez incluso ofreció indulto a la asesina, pero aun así la enviaron a la silla eléctrica.

### Tierra 2
En 2011, "The New 52" reinició el universo DC. En la continuidad de Tierra 2 y en la historia Earth 2: Worlds 'End, Ted Grant aparece como un boxeador que vive en el mismo campo de refugiados del Ejército Mundial que Dick y Barbara Grayson durante la invasión de Darkseid a la Tierra. Después de la muerte de Barbara, Ted entrena a Dick en técnicas de lucha ofensivas y defensivas y se une a él en una misión para recuperar a su hijo perdido.

### Injustice 2
En el cómic precuela del segundo juego, Wildcat se ve por primera vez convirtiéndose en una figura paterna para Canario Negro y la boda alternativa de Green Arrow. Cuando el Escuadrón Suicida de la Liga de Asesinos secuestra a las hijas de Black Lightning y al hijo de Canario y Arrow, Conner Lance-Queen, además de llevarse el cadáver de Alfred y desde que los terroristas mataron al Blue Beetle Ted Kord original, Wildcat se encuentra entre los miembros de la Insurgencia en únete a la redada en el escondite de Ra, ubicado en América del Sur. Más tarde, Wildcat lucha contra el impostor Batman, pero los trucos sucios del impostor le disparan fatalmente hasta casi morir, hasta que Conner Lance-Queen regresa para salvar la vida de Wildcat, disparando al impostor Batman con un grito sónico que heredó de su madre Black Canary. Debido a las heridas graves, la pérdida de sangre y la posibilidad extremadamente pequeña de recuperación completa causada por el impostor Batman, un Wildcat casi moribundo es enviado al Hospital General de Gotham. Batman visita al Wildcat inconsciente y saca el sistema de soporte vital para activar la habilidad de resurrección de Wildcat. Luego hace que Wildcat lo lleve al aislado Dr. Mid-Nite para que este último pueda realizar una cirugía a corazón abierto en Superboy.

## En otros medios

### Televisión

#### Acción en vivo
- Ted aparece brevemente en el episodio de Smallville, "Absolute Justice", interpretado por Roger Hasket. Chloe Sullivan y Clark Kent encuentran imágenes antiguas en blanco y negro de Ted, junto con sus antecedentes penales. Se dice muy poco de él, aparte de que todavía está vivo y es un campeón de peso pesado.
- Ted Grant apareció como un personaje recurrente en la tercera temporada de Arrow, interpretado por J.R. Ramirez. Grant dirigió el "Wildcat Gym" como un lugar para ayudar a los niños en las calles al entrenarlos a boxear con la esperanza de que los guíe hacia adelante. También entrenó a Dinah Laurel Lance, proporcionándole la base que más tarde necesitaría para convertirse en una combatiente hábil cuando se entrenara con Nyssa al Ghul. Originalmente operó como un justiciero que luchó contra el crimen callejero en los Glades, pero lo abandonó después de que su compañero, Isaac Stanzler, golpeara a alguien hasta matarlo; algo que sentía que estaba moralmente mal. Más tarde ayudó a Arrow y sus aliados a derrotar a Stanzler,[33] y detener el asedio de Daniel Brickwell a Glades. Ted resultó herido en la batalla, aunque se desconoce su destino. El productor de la serie Marc Guggenheim continuaría afirmando que el personaje no murió. El hijo menor de Grant de los cómics, Tom Bronson, fue declarado como uno de sus alumnos.
- Ted Grant aparece en la serie Stargirl de DC Universe, interpretado por Brian Stapf.[34] Esta versión de Grant es un boxeador formidable y ex campeón de peso pesado que usa un exotraje que mejora su atletismo natural para ayudar en sus superhéroes. En el episodio piloto, Grant estaba con la Sociedad de la Justicia la noche en que la Sociedad de la Injusticia atacó su sede. Cuando llegó Pat Dugan, el cuerpo de Grant fue defenestrado por un oponente desconocido y aterrizó cerca de él. 10 años después de su muerte, su traje fue heredado por Yolanda Montez, quien se convirtió en la nueva Wildcat.

#### Animación
- El personaje apareció en la serie de dibujos animados Liga de la Justicia Ilimitada con la voz de Dennis Farina. En el episodio "El gato y el canario", compitió en la Meta-Pelea de Ruleta después de que se involucró menos en misiones con la Liga de la Justicia, lo que le dejó tiempo para entrenar a los otros héroes en la Atalaya. Derrotó a Sportsmaster, pero su combate con Atomic Skull fue interrumpido por Canario Negro y Green Arrow. La primera convenció a Ruleta para que la dejara pelear con su mentor, pero Green Arrow tomó su lugar en la pelea y fingió su muerte para ayudar a Wildcat a ver el horror del combate y renunciar. Más tarde se le ve en terapia con Detective Marciano. En episodios posteriores, Wildcat aparece entre los luchadores de primera línea de la Liga.
- Wildcat aparece en Batman: The Brave and the Bold, con la voz del nominado al Globo de Oro R. Lee Ermey.[35] Anteriormente fue el mentor de Batman que se esforzó por seguir luchando contra el crimen a pesar de su cuerpo envejecido. En el episodio "Enter the Outsiders!", Ayuda al Caballero de la Noche a luchar contra el equipo del mismo nombre, que estaba bajo el empleo de Slug. Los héroes encontraron el escondite del jefe del crimen, pero fueron capturados y colocados en una trampa mortal. Wildcat se liberó y derrotó a Slug antes de convencer a los Forasteros de que usaran sus poderes para siempre. Cuando Wildcat sufrió un ataque al corazón, los Forasteros ayudaron a Batman a revivirlo. Más tarde, Wildcat entrenó a los Forasteros a boxear. En "La edad de oro de la justicia", Canario Negro ayuda a Wildcat a aceptar lo que le sucedió a su predecesor antes de unirse a JSA y Batman en la batalla contra Per Degaton. En "Crisis: 22,300 Miles Above Earth!", Wildcat y la JSA son invitados al satélite de la Liga de la Justicia Internacional, solo para pelear con ellos antes de unir fuerzas para ayudar a Batman a derrotar a Ra's al Ghul.
  - La contraparte de Wildcat del Sindicato del Crimen aparece en flashbacks en el episodio "Deep Cover for Batman".
- Wildcat hace un cameo en el episodio de Young Justice, "Humanity". Aparece en un flashback de la década de 1930 junto a otros miembros de la JSA.
- Wildcat aparece en DC Super Hero Girls, con la voz de John DiMaggio. Trabaja como profesor de gimnasia en Super Hero High.

### Película
- Wildcat aparece en la película animada Justice League: The New Frontier. Se lo ve disfrazado en los créditos iniciales y luego sin disfraz peleando en un combate de boxeo con un hombre llamado Cooke. En esta película, es un exmiembro de la ahora retirada Sociedad de la Justicia de América, que se había disuelto después de la muerte de Hourman.
- Una versión del universo alternativo de Wildcat aparece brevemente en la película animada Justice League: Crisis on Two Earths. Es uno de los subordinados del Sindicato del Crimen, los Made Men.
- Wildcat hace una breve aparición en Teen Titans Go! to the Movies.

### Videojuegos
- Wildcat aparece en el juego Batman: The Brave and the Bold basado en el programa, con la voz nuevamente de R. Lee Ermey.
- Wildcat aparece en DC Universe Online, con la voz de Ken Webster.

### Juguetes
Wildcat fue la primera figura lanzada en la novena ola de la línea DC Universe Classics y estaba disponible en sus trajes negros y azules.

### Parodias
Wildcat aparece brevemente en Robot Chicken DC Comics Special luchando junto a la Liga de la Justicia contra la Legión del Mal. Se muestra confundido por su lucha contra Darkseid y rápidamente es desintegrado por el villano.

## Recepción
IGN incluyó a Wildcat como el 71.er personaje de cómic más grande de todos los tiempos, afirmando que, debido a su edad como superhéroe, es casi más desconcertante que El Espectro.